# Pararhagadochir birabeni
Pararhagadochir birabeni is een insectensoort uit de familie Archembiidae, die tot de orde webspinners (Embioptera) behoort. De soort komt voor in Argentinië.
Pararhagadochir birabeni is voor het eerst wetenschappelijk beschreven door Navás in 1918.